# Alix Strachey
Alix Strachey, originalmente Alix Sargant-Florence (Nutley, Nueva Jersey, 4 de junio de 1892 –  Marlow, Inglaterra, 28 de abril de 1973), fue una psicoanalista británica nacida en Estados Unidos, conocida principalmente por haber traducido al inglés —en conjunto con su esposo James Strachey— la obra completa de Sigmund Freud, dando origen a la publicación que se conoce como la Standard Edition. La pareja emprendió este proyecto ambicioso a pedido de Ernest Jones y del propio Freud y la obra se planificó con una extensión de 24 volúmenes. Alix y su marido iniciaron los trabajos de traducción en 1939, cuando el proyecto recibió financiamiento de Marie Bonaparte pero el primer volumen apareció recién en 1953, el vigésimo tercero un año antes de la muerte de James Strachey y el vigésimo cuarto en 1974, un año después de que falleciera Alix. Los estudiosos e historiadores del psicoanálisis consideran la Standard Edition «una traducción admirable» de la obra freudiana que hasta el momento «ningún otro traductor ha podido superar».

## Biografía
Nació en Nueva Jersey, es hija de Mary Sargant Florence, pintora y feminista británica, y del músico estadounidense Henry Smyth Florence; su hermano fue el economista y académico británico Philip Sargant Florence.
La línea materna de su familia está integrada por personalidades notables de Birmingham, ciudad de la que su bisabuelo fue alcalde. Su abuelo fue un abogado especialista en transferencia de propiedad, graduado en  Cambridge, su tía materna, Ethel Sargant fue la primera mujer presidenta de la sección botánica de la Asociación Británica para el Avance de la Ciencia. 
El padre de Alix murió ahogado cuando ella tenía seis semanas de edad, entonces su madre se instaló definitivamente en Inglaterra con sus dos hijos.
Los primeros años de Alix transcurren en un ambiente artístico, entre el taller de pintura de su madre en Chelsea, una casa en Sussex, cerca de la casa familiar de los Sargant, y después, a partir de 1898, en Buckinghamshire, con varias estancias en Dresde y París.  Su madre, artista plástica, la forzó a seguir la carrera artística, aunque no era esta la vocación de Alix, quien se interesaba más por la literatura, la  filosofía  y la antropología. Desde su infancia, se negaba a vestir ropa femenina
Tras recibir algunas lecciones privadas, fue a la escuela primaria en Londres, y luego, entre 1905 y 1910, a la escuela secundaria  Bedales School, que era una escuela adscrita a la nueva educación. Más adelante, se inscribió en la Slade School of Art en Londres, donde había estudiado su madre, pero como no estaba interesada en seguir una carrera artística y abandonó esa escuela después de un año. Entre 1911 y 1914, estudió en Newnham College, un college no mixto de la Universidad de Cambridge, allí tuvo el primer contacto con las obras de Sigmund Freud y se graduó de Lenguas Modernas.
En Cambridge se vinculó al Círculo de Bloomsbury. Después de graduarse, emprendió un viaje por Europa, Finlandia y Rusia, donde quedó varada en agosto de 1914 por el estallido de la Primera Guerra Mundial. Aprovechó al máximo los pocos meses que permaneció allí para aprender ruso.
Desde que regresó de Rusia y hasta enero de 1917, Alix vivió en Bloomsbury con su hermano. Se unió a los miembros del círculo de Bloomsbury, al que pertenecían John Keynes, varios de los Strachey, Dora Carrington y sobre todo, se rencontró allí con James Strachey, a quien había conocido en Cambridge.. En realidad, lo había visto por primera vez en 1910, en una escuela de verano de la Sociedad Fabiana, pero se habían unido como pareja en 1915. Muy poco antes, a la edad de 20 años, Alix había sufrido de anorexia y había pasado su primera crisis depresiva. James Strachey era homosexual, como asimismo su hermano Lytton, pero, tal como confesó a este, le venía bien el carácter masculino de Alix: «Las mujeres son detestables, con la excepción de una deliciosa damisela de Bedales (...), un verdadero muchacho».
Se casaron en 1920 y de inmediato emprendieron un viaje por Europa, pasando un periodo en Viena, donde ambos hicieron un análisis con Sigmund Freud (desde 1920 hasta 1922). James Strachey pidió a Ernest Jones que le presentara a Freud, y Jones le había comunicado a Freud su deseo de convertirse en analista. A partir de este período, que duró dos años, tradujeron las obras de Freud al inglés. Alix interrumpió su análisis debido a una severa neumonía que la obligó a abandonar Viena. Freud le entregó una carta que certificaba que, según él, ella estaba lo suficientemente calificada para convertirse en analista.

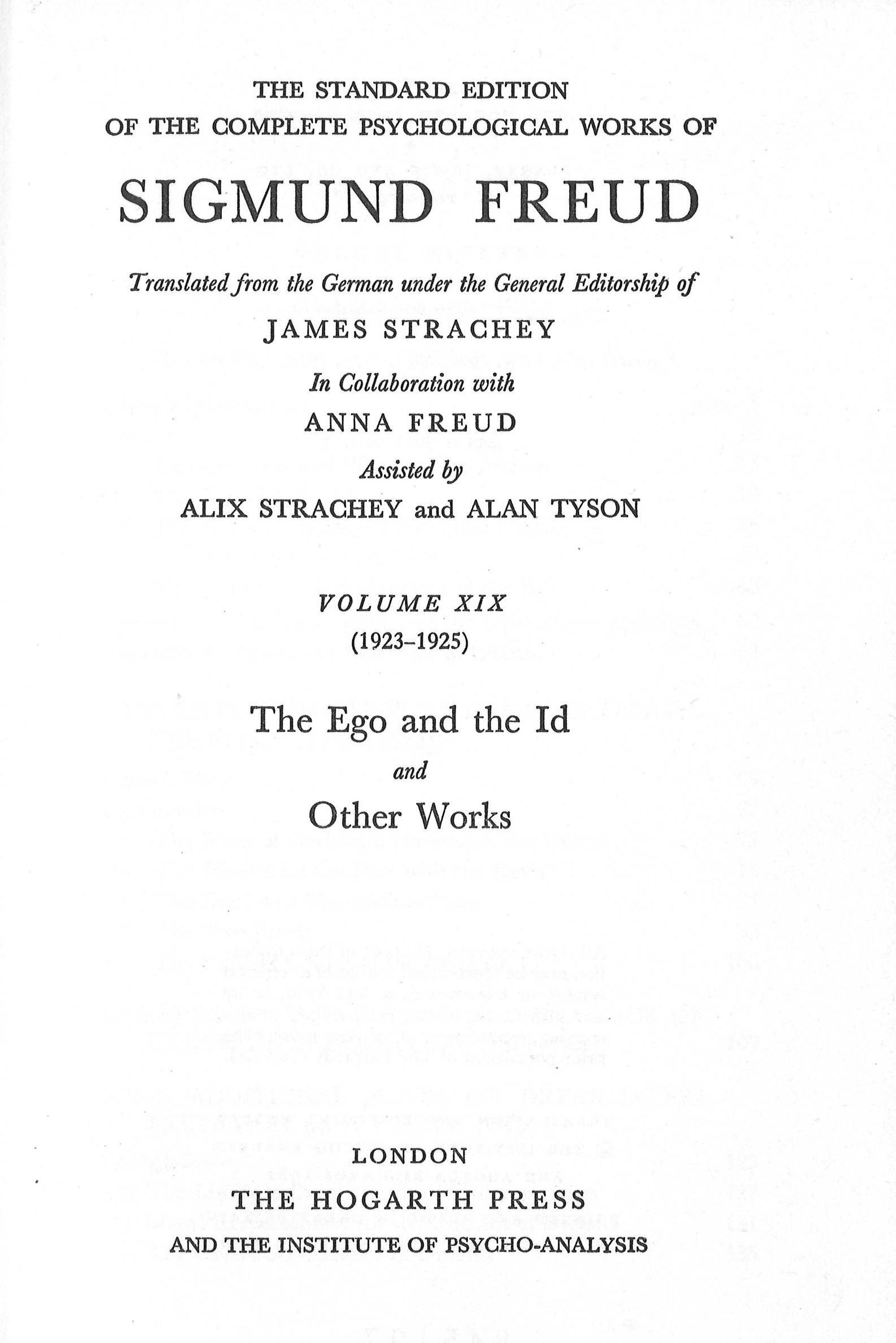
Cubierta del volumen XIX

A su regreso a Londres, fue aceptada como miembro asociada de la Sociedad Psicoanalítica Británica en 1922, luego como miembro titular en 1923. A sugerencia de Freud, reanudó un análisis con Karl Abraham, en 1924, en Berlín, mientras James permanece en Londres.
Se mantiene alejada de las controversias teóricas, tal como también lo hizo James Strachey, quien da testimonio de su asombro en una carta que le dirige, durante la crisis provocada al interior de la Sociedad Psicoanalítica de Viena, acerca de las ideas de Otto Rank sobre el trauma del nacimiento y su ruptura con Freud. James Strachey escribe: It's curious what a disruptive effect Psychoanalysis seems to have [«Es curioso el efecto perturbador que parece tener el psicoanálisis»] (citado por Caine). En otra carta escrita en Berlín, es ella misma quien se muestra horrorizada por la hostilidad hacia Melanie Klein cuando presenta un artículo sobre psicoanálisis infantil en la Asociación Psicoanalítica Alemana.
En 1925, Alix Strachey se involucró con Melanie Klein, también en análisis con Karl Abraham. Alix tradujo varias de las conferencias de Klein e instó a Ernest Jones a invitarla a Londres. Junto con su esposo y varios miembros de la Sociedad Británica de Psicoanálisis, organizó una serie de conferencias en Londres, celebradas en casa de Adrian Stephen y Karin Stephen para relacionados con Círculo de Bloomsbury y analistas en formación en la Sociedad británica. Sin adherir formalmente al kleinismo, a Strachey le impresiona la experiencia clínica de Klein en el análisis de niños y la profusión de sus intuiciones teórico-clínicas. El análisis de Alix Strachey se vio interrumpido por el deterioro del estado de salud de Abraham, de modo que finalmente regresó a Londres, donde reanuda su análisis con Edward Glover,. En particular, tradujo al inglés "Psicoanálisis de niños".
Después del análisis con Glover, continuó  con Sylvia Payne, llegando a completar 30 años de análisis en 1950. Ella misma también mantenía a sus pacientes por toda la vida en sesiones regulares en su diván. Sin embargo, estos eran muy escasos, porque aunque participaba en la vida de la Sociedad Británica de Psicoanálisis, Alix Strachey prácticamente no ejercía como analista y es especialmente por su dominio en el campo de la traducción que su trabajo fue importante.Bloomsbury/Freud, 1985
Tradujo las obras de Karl Abraham, y luego el libro Melanie Klein Children's Psychoanalysis en 1932 en colaboración con Douglas Bryan, Symptom and Anguish (al español se tradujo bajo el título Inhibición, síntoma y angustia) de Freud en 1936, y publicado en 1943;  A New German-English Psychoanalytical Vocabulary, un índice de los términos utilizados por Freud que sirvió de referencia al establecer en inglés la edición de la Standard Edition of the Complete Psychological Works of Sigmund Freud realizada por James Strachey a fines de la década de 1940 con el apoyo de la Sociedad Británica de Psicoanálisis, en la que ella también colaboraba.
James y Alix Strachey tienen fuertes lazos personales con el grupo de Bloomsbury. Leonard Woolf, gran amigo de Lytton Strachey respondió muy favorablemente a la sugerencia de James de que Hogarth Press publicara las obras psicoanalíticas de Freud en inglés. Alix se mantuvo siempre muy firme y leal al ideal libertario del círculo de Bloomsbury, se alejó de las tendencias restrictivas de la British Psychoanalytical Society  y vivió su bisexualidad de manera totalmente abierta.
Se presenta como alguien bastante distante de las aspiraciones feministas de su madre, Mary Sargant Florence o sus cuñadas, Pippa Strachey, Pernel Strachey y Ray Strachey, aunque muestra un gran interés en temas relacionados con la naturaleza femenina y las diferencias entre hombres y mujeres. Investigó estas cuestiones en su libro The Inconscious Motives of War (1957), del que aparece una recensión en el Times Literary Supplement (el suplemento literario del Times). como asimismo la cuestión de si el psicoanálisis puede ayudar a entender las guerras y detenerlas.
Alix Strachey publicó otro libro,  The Psychology of Nationhood  (1960). Su correspondencia y la de James Strachey, alrededor de mil cartas, se conservan en la British Library, publicadas en 1985 bajo el título 
Bloomsbury / Freud: The Letters of James and Alix Strachey, 1924-25.
En 1956, Alix y James abandonaron el departamento que ocupaban en 41 Gordon Square y se retiraron al campo, a la casa que la madre de Alix le había dejado en herencia, el «Lord's Wood», en Marlow, Buckinghamshire. Frances Partridge y Michael Holroyd, quienes los visitan, aportan algunos testimonios sobre su organización. Alix continúa el trabajo de traducción de Freud hasta su muerte en 1972.

## Publicaciones

### Obras
- A New German-English Psychoanalytical Vocabulary, Published for the Institute of Psycho-analysis by Ballière. Tindall and Cox, 1943, 84 p.
- The Unconscious Motives of War, New York, Universities Press, 1956 / Allen & Urwin, 1957, 283 p.[22]
- The Psychology of Nationhood (1960)

### Traducciones
- Selected Papers of Karl Abraham [on Psycho-analysis]
- Sigmund Freud, Inhibitions, Symptoms and Anxiety, 1936.
- Melanie Klein, The Psycho-Analysis of Children, Delacorte Press/Seymour Lawrence, reeditada en 1975, ISBN|978-0440060857
- (Colaboración) The Standard Edition of the Complete Psychological Works of Sigmund Freud